# Combate de Punitaqui
El combate de Punitaqui ocurrió el 24 de enero de 1891 durante la guerra civil chilena de ese año. Una columna de tropas gobiernistas al mando del coronel Stephen derrota a los rebeldes congresistas bajo el mando del comandante Légano, que venía de atacar y conquistar del puerto de Coquimbo.
Las tropas balmacedistas venían desde La Calera con dirección a reconquistar la provincia de Coquimbo, y tras su victoria en Punitaqui lograron ocupar las ciudades de Ovalle y La Serena.